# Peter von Wilmowsky
Peter von Wilmowsky (* 1956) ist ein deutscher Rechtswissenschaftler und Hochschullehrer.

## Leben
Nach dem Studium der Rechtswissenschaft und Volkswirtschaftslehre an den Universitäten Würzburg, Göttingen und Frankfurt am Main, folgte Wilmowskys erstes Juristisches Staatsexamen 1980. Das zweite juristische Staatsexamen absolvierte er 1983. Anschließend studierte er 1983 und 1984 an der University of California at Berkeley. Dies Studien schloss er mit einem Master of Laws ab. Von 1984 bis 1985 war Wilmowsky Visiting Researcher an der Harvard Law School. Nach der Rückkehr aus den Vereinigten Staaten von Amerika nahm er eine Stellung als Wissenschaftlicher Mitarbeiter bei Eckard Rehbinder an der Universität Frankfurt am Main sowie beim Sachverständigenrat der Bundesregierung für Umweltfragen in Wiesbaden an, beide hatte er bis 1994 inne. 1989 folgte mit der Arbeit Abfallwirtschaft im Binnenmarkt: europäische Probleme und amerikanische Erfahrungen die Promotion an der Universität Frankfurt. Ebenfalls in Frankfurt wurde er 1994 mit der Arbeit Europäisches Kreditsicherungsrecht: Sachenrecht und Insolvenzrecht unter dem EG-Vertrag habilitiert.
Zunächst nahm Wilmowsky 1996 einen Ruf an die Universität Hannover an, 2000 folgte er einem weiteren Ruf an die neugegründete Staatswissenschaftliche Fakultät der Universität Erfurt, auf den Lehrstuhl für Zivilrecht und Rechtstatsachenforschung. Seit 2006  hat er den Lehrstuhl für Zivilrecht, Insolvenzrecht, europäisches und internationales Wirtschaftsrecht an der Johann Wolfgang Goethe-Universität Frankfurt am Main inne.

## Forschungsschwerpunkte
Wilmowsky beschäftigt sich mit Zivilrecht, insbesondere mit dem Insolvenzrecht sowie dem  deutschen, europäischen und internationalen Wirtschaftsrecht. Er berät unter anderem die Staaten Armenien, Bosnien und Kroatien bei der Insolvenzgesetzgebung.

## Publikationen (Auswahl)
- Abfallwirtschaft im Binnenmarkt: europäische Probleme und amerikanische Erfahrungen. Düsseldorf 1990: Werner. ISBN 3-8041-4037-8.
- Civil liability for waste: a legal analysis of the proposed EC directive (mit Gerhard Roller). Frankfurt am Main; Berlin; Bern; New York; Paris; Wien 1992: Lang. ISBN 3-631-45172-5.
- Europäisches Kreditsicherungsrecht: Sachenrecht und Insolvenzrecht unter dem EG-Vertrag. 	Tübingen 1996: Mohr. ISBN 3-16-146576-8.
- Integration im europäischen Zivil- und Wirtschaftsrecht (mit Bernd H. Oppermann). Baden-Baden 1999: Nomos-Verlagsgesellschaft. ISBN 3-7890-6426-2.
- Schneeballsysteme in der Kapitalanlage: Auszahlungen an Kunden und deren Beurteilung im Insolvenzfall. Köln 2010: RWS-Verlag Kommunikationsforum. ISBN 978-3-8145-0366-0.